# Ямщик, не гони лошадей (фильм)
«Ямщи́к, не гони́ лошаде́й» — немой художественный фильм Евгения Бауэра. Фильм не сохранился.

## Сюжет

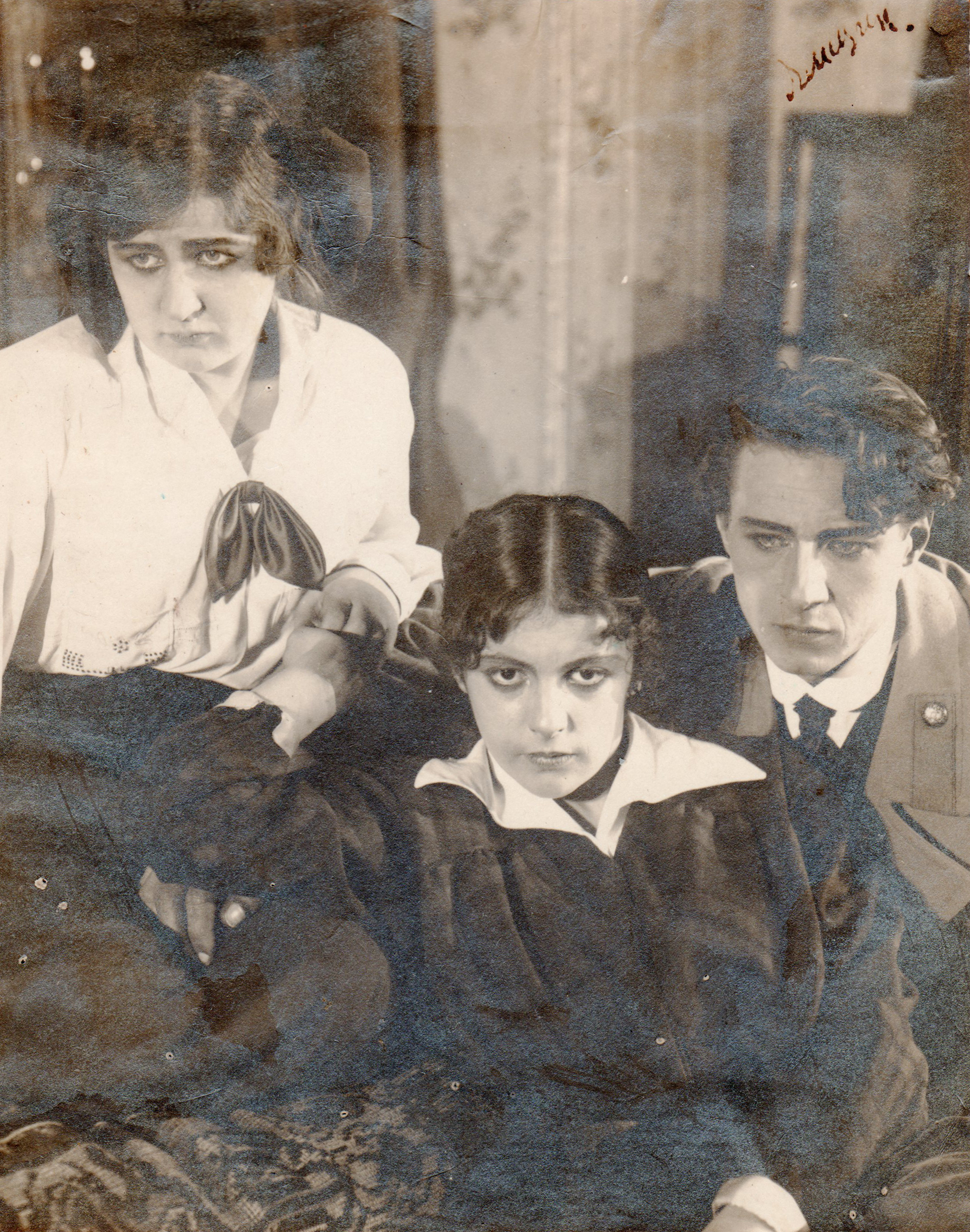
Александра Ребикова в фильме «Ямщик, не гони лошадей», 1916

Своеобразная экранизация популярного романса «Ямщик, не гони лошадей», написанного в 1915 году композитором Яковом Фельдманом и поэтом Николаем фон Риттером.
Провинциальный помещик, уже немолодой человек, на закате дней безнадежно увлекается красивой молоденькой девушкой. Осознав бесперспективность этого романа, герой с понурой головой возвращается в свой опустелый дом, переживая крах своих надежд.
В журнале «Проектор» была напечатана рецензия на этот фильм, в которой, в частности, было сказано: «…безукоризненность технического выполнения — световых эффектов, фотографии, печати…». Другая рецензия была написана известным критиком В. Туркиным и напечатана в журнале «Пегас» — «…тщете попыток уложить хороший драматический сюжет в заранее намеченную схему хотя бы романса <…> Блестяще справился с постановкой этой картины Бауэр. Прекрасные декоративные соотношения, живая смена картин <…> И сыграна пьеса очень недурно».
Исполнитель главной роли Иван Перестиани вспоминал в своих мемуарах:

Картину выпустили. Успех её был велик. Тираж почти вдвое превышал рядовую продукцию кино. Актер Перестиани получил признание зрителя. Со мной немедленно заключили годовой антракт. Я oтбросил мой театральный псевдоним и стал выступать под своей фамилией.
Фильм вышел в феврале 1916 года. А вскоре зрители читали на афишах: «Сенсация сезона! Новый кино-боевик „Ямщик, не гони лошадей“».— Иван Перестиани

## В ролях
- Иван Перестиани — Петр Николаевич Забродин, провинциальный помещик
- Дмитрий Бассалыго — Сергей, студент, сын Забродина
- Александра Ребикова — Ирина, ученица консерватории, невеста Сергея
- Николай Башилов — Эраст, сосед
- Ада Шелепина
- Тэффи